# Sandy Wagner
Sandy Wagner (* 28. November 1965 in Iserlohn als Stefan Dietmar Wagner) ist ein deutscher Fernsehmoderator, Schlagersänger und Komponist.  

## Leben und Tätigkeit
Wagner schloss eine Berufsausbildung zum Bäcker ab. Der Multiinstrumentalist (Schlagzeug, Gitarre, Akkordeon) erhielt 1989 durch Vermittlung seines Entdeckers und Produzenten Jürgen Renfordt einen Plattenvertrag und im darauf folgenden Jahr den RTL-Newcomerpreis „Das goldene Mikrofon“.
1996 war Wagner mit seiner deutschsprachigen Version des Sommerhits Macarena Gast bei Dieter Thomas Heck in Musik liegt in der Luft. Es folgten weitere Singles wie Lieb mich heut Nacht, Einmal ist keinmal oder 10 Gebote sind genug. 2002 verließ Wagner das Produktionsteam um Jürgen Renfordt. Er komponiert und textet zum größten Teil zusammen mit dem Zahnarzt und Kabarettisten Jörn Haeger. Im selben Jahr moderierte er bei 9Live die Sendung Aber bitte mit Schlager. 2008 erschien das bislang letzte Album Nachts. Nebenbei ist Wagner als Komponist, Produzent und Texter auch für andere Künstler tätig, darunter der 2006 erschienene Titel "Die ganze Welt ist himmelblau" von Dariah.

## Diskografie (Auswahl)
- 1997: Freiheit, Titan
- 2002: Wilde Zeiten, DA Music
- 2005: Wagner hoch drei, DA Music
- 2008: Nachts, DA Music